# Hexatoma pannosa
Hexatoma pannosa är en tvåvingeart som först beskrevs av Günther Enderlein 1912.  Hexatoma pannosa ingår i släktet Hexatoma och familjen småharkrankar. Inga underarter finns listade i Catalogue of Life.